# Moon Dae-Sung
Moon Dae-Sung (Incheon, 3 de septiembre de 1976) es un deportista surcoreano que compitió en taekwondo.
Participó en los Juegos Olímpicos de Atenas 2004, obteniendo una medalla de oro en la categoría de +80 kg. En los Juegos Asiáticos de 2002 consiguió una medalla de oro.
Ganó una medalla de oro en el Campeonato Mundial de Taekwondo de 1999, y una medalla de oro en el Campeonato Asiático de Taekwondo de 2000.

## Palmarés internacional
| Juegos Olímpicos    | Juegos Olímpicos      | Juegos Olímpicos | Juegos Olímpicos |
| Año                 | Lugar                 | Medalla          | Categoría        |
| ------------------- | --------------------- | ---------------- | ---------------- |
| 2004                | Atenas (Grecia)       | Medalla de oro   | +80 kg           |
| Campeonato Mundial  |                       |                  |                  |
| Año                 | Lugar                 | Medalla          | Categoría        |
| 1999                | Edmonton (Canadá)     | Medalla de oro   | +84 kg           |
| Juegos Asiáticos    |                       |                  |                  |
| Año                 | Lugar                 | Medalla          | Categoría        |
| 2002                | Busan (Corea del Sur) | Medalla de oro   | +84 kg           |
| Campeonato Asiático |                       |                  |                  |
| Año                 | Lugar                 | Medalla          | Categoría        |
| 2000                | Hong Kong (China)     | Medalla de oro   | +84 kg           |